# Congress of Democrats (Namibia)
Der Congress of Democrats (CoD bzw. COD) ist eine Oppositionspartei in Namibia. Die Partei wurde bis 20. Juli 2015 von ihrem Gründer, Ben Ulenga, einem ehemaligen Funktionär der Regierungspartei SWAPO, als Parteipräsident geführt.
Der CoD trat 1999 erstmals bei den Wahlen zur Nationalversammlung an. 1999 und 2004 gingen sie als offizielle Oppositionspartei bei den Wahlen hervor, verloren jedoch 2009 sehr stark an Zustimmung und gewann bei den Wahlen 2014 keinen Sitz mehr.

## Geschichte
Der CoD stellt die zweitjüngste Partei Namibias da und wurde im März 1999 von Ben Ulenga, einem ehemaligen hochrangigen SWAPO-Politiker aus Protest bezüglich von Demokratiedefiziten innerhalb der SWAPO gegründet. Hintergrund dieser Entscheidung waren die vom damaligen Präsidenten Nujoma vorgenommene Verfassungsänderung zu Gunsten einer dritten Amtszeit sowie die eigenmächtige Entscheidung namibisches Militär zur Unterstützung des Präsidenten Kabila in die Demokratische Republik Kongo zu entsenden. Von Seiten der SWAPO folgten weitere Persönlichkeiten dem Beispiel Ulengas, jedoch fielen die Parteiübertritte in geringerem Maße aus, als erwartet.
Bei den ersten Parlamentswahl 1999 konnten die Kongressdemokraten auf Anhieb zweitstärkste Partei werden. Angesichts der weiterhin vorhandenen Dominanz der SWAPO waren die Ergebnisse jedoch enttäuschend. Der Großteil der Stimmen für den CoD kam vor allem von enttäuschten DTA-Anhängern.
2009 verlor der CoD erheblich an Stimmen. So errang man bei der Parlamentswahl 2009 nur noch ein Sitz. Mit diesem Wahlergebnis schwand die Bedeutung des CoD erheblich. Bei der Parlamentswahl 2014 verlor die Partei auch ihren letzten Sitz.
Am 20. Juli 2015 trat Ben Ulenga vom Vorsitz der Partei zurück.

## Inhaltliches Profil
Der CoD ist eine urbane, linksliberale Partei, welche sich vor allem gegenüber den autoritären, antidemokratischen antiliberalen und korrupten Tendenzen innerhalb der SWAPO abgrenzen möchte. In wirtschafts- und sozialpolitischer Hinsicht sind Unterschiede zur SWAPO kaum vorhanden. Der Unterschied zur SWAPO ist vor allem kultureller Natur. So steht der CoD vor allem für ethnische, sprachliche und kulturelle Vielfalt. Was die Rechte von Homosexuellen anbelangt, unterscheiden sich die Kongressdemokraten stark von allen anderen Parteien in Namibia. Im Gegensatz zur SWAPO, welche Homosexuelle und Lesben weiterhin stigmatisiert und als Sündenböcke für AIDS und andere soziale Probleme verantwortlich macht, setzen sich die Kongressdemokraten für eine Stärkung der Rechte von Homosexuellen ein. Zudem engagiert sich der CoD stark für den Umweltschutz. Der CoD fordert des Weiteren eine Verkleinerung der Regierung, die Verlagerung von mehr Macht in die einzelnen Regionen und eine größere Rolle für die traditionellen und religiösen Führer.

## Organisationsstruktur
Höchstes Entscheidungsgremium des CoD ist der alle drei Jahre stattfindenden Parteikongress. Die Delegierten wählen die Parteispitze, welche aus dem Präsidenten, Generalsekretär, dem Schatzmeister und deren Stellvertreter sowie den Vorsitzenden. Darüber hinaus bestimmt der Kongress in Wahlen den Präsidentschaftskandidaten, den erweiterten Parteivorstand und das 53-köpfige National Exekutiv Committee (NEC). Für die Umsetzung der Beschlüsse ist das Präsidium sowie das National Working Committee (NWC) verantwortlich. Zudem verfügt der CoD über eine Frauen- und Jugendorganisation (Woman Democrats und Young Democrats).

## Wählerschaft
Der CoD verfügt am wenigsten über eine an ethnischen oder regionalen Kriterien festzumachende Wählerschaft. Keine Unterstützung erhalten die Kongressdemokraten, wie nahezu alle Oppositionsparteien im nördlichen Ovamboland. In der öffentlichen Wahrnehmung insbesondere als Partei der Intellektuellen geprägt erhält der CoD seine Stimmen vornehmlich von gebildeten Weißen. Ebenfalls dürften Aktivisten der wichtigsten zivilgesellschaftlichen Organisationen Namibias (so z. B. NAMRIGHTS) dem CoD nahestehen stehen, insbesondere insofern es sich hierbei um Organisationen handelt, welche von SWAPO-Dissidenten oder -Opfer organisiert werden.

## Wahlergebnisse

### Parlament
| Parlamentswahl | Stimmenanteile | Sitze |
| -------------- | -------------- | ----- |
| 2024           | 0,16 % ▼       | 0/96  |
| 2019           | 0,57 % ▲       | 0/96  |
| 2014           | 0,38 % ▼       | 0/96  |
| 2009           | 0,66 % ▼       | 1/72  |
| 2004           | 7,29 % ▼       | 5/72  |
| 1999           | 9,94 %         | 7/72  |

### Präsident
| Präsidentschaftswahl | Kandidat       | Stimmen | Stimmenanteil |
| -------------------- | -------------- | ------- | ------------- |
| 2024                 | Vaino Amuthenu | 1.213   | 0,11 %        |
| 2014                 | Ben Ulenga     | 3.518   | 0,39 %        |
| 2009                 | Ben Ulenga     | 5.812   | 0,72 %        |
| 2004                 | Ben Ulenga     | 59.547  | 8,28 %        |
| 1999                 | Ben Ulenga     | 56.541  | 10,49 %       |

### Kommunen
| Kommunalwahl | Sitze  |
| ------------ | ------ |
| 2020         |        |
| 2015         | 1/374  |
| 2010         | 2/330  |
| 2004         | 34/288 |